# Каравак, Луи
Луи́ Карава́к (также Каравакк, Людовик Каравак, Люи Каравак; фр. Louis Caravaque; 31 января 1684, Марсель, Королевство Франция — 9 [20] июня или 15 [26] июня 1754, по другим сведениям 1752, Санкт-Петербург, Российская империя) — французский живописец (в том числе миниатюрист), значительную часть жизни работавший в Российской империи. Придворный художник трёх российских монархов: Петра Великого, Анны Иоанновны и Елизаветы Петровны; один из наиболее значимых представителей французской россики первой половины XVIII века.

## Биография
Луи Каравак родился 31 января 1684 года в Марселе в гасконской семье художника-декоратора, специализировавшегося на росписи кораблей. Пошёл по стопам отца, начав работать в марсельском Арсенале галер. Брат скульпторов Жана Батиста и Жозефа.
В 1715 году в Париже своими портретами привлёк внимание Жана (Ивана) Лефорта, с которым заключил контракт о работе в России на три года в качестве живописца и с дополнительным обязательством по обучению русских учеников.

«Работать в службе царского величества три года в живописи на масле для исторических картин, портретов, баталий, лесов, деревьев, цветов, зверей, также в самой малой суптильной живописи для портретов и исторических картин» и «взять в свою службу тех людей русского народу, которых его величество изволит ему дать для научения и обучения во всем, что касается до живописного художества»
С 1716 года проживал в России. Состоял в ведомстве Канцелярии от строений с 1718 года, где имел русских учеников. До этого числился в Петербургской губернской канцелярии. В 1722 году он сопровождал Петра I в Астрахань, где написал его портрет (известен по гравюрам). В это царствование получал 500 рублей в год.
Жил на Васильевском острове вблизи дворца Меншикова, в собственном доме, подаренном ему в 1722 году Петром I. Также жил в Москве.
При Анне Иоанновне был назначен «придворным первым живописного дела мастером» (сперва с окладом 1500 рублей, потом — 2000 рублей в год), исполнил её коронационный портрет и участвовал в оформлении празднования коронации. В качестве гофмалера Каравак оставался и при Анне Леопольдовне, и при Елизавете Петровне. Стал автором официального «апробированного» изображения Елизаветы в качестве новой императрицы. В мае 1743 года ему был поручен ответственный заказ — исполнить четырнадцать (или восемь) портретов Елизаветы Петровны для российских посольств за границей. Участвовал в оформлении и её коронации.
Похоронен на кладбище Сампсониевского собора в Санкт-Петербурге.

## Творчество

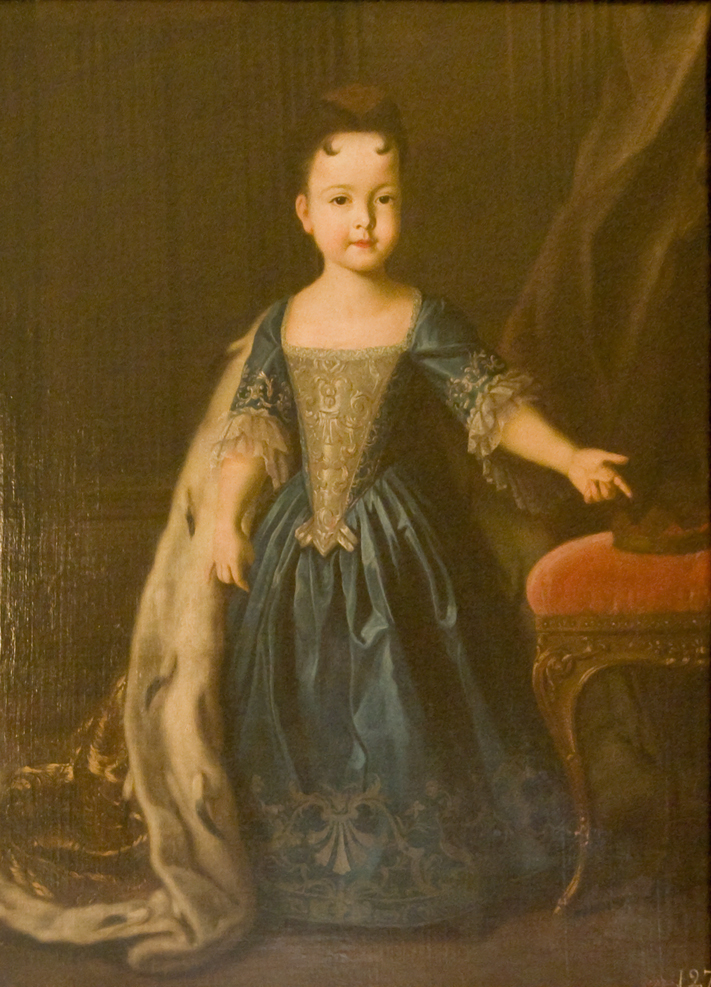
«Портрет цесаревны Натальи Петровны»

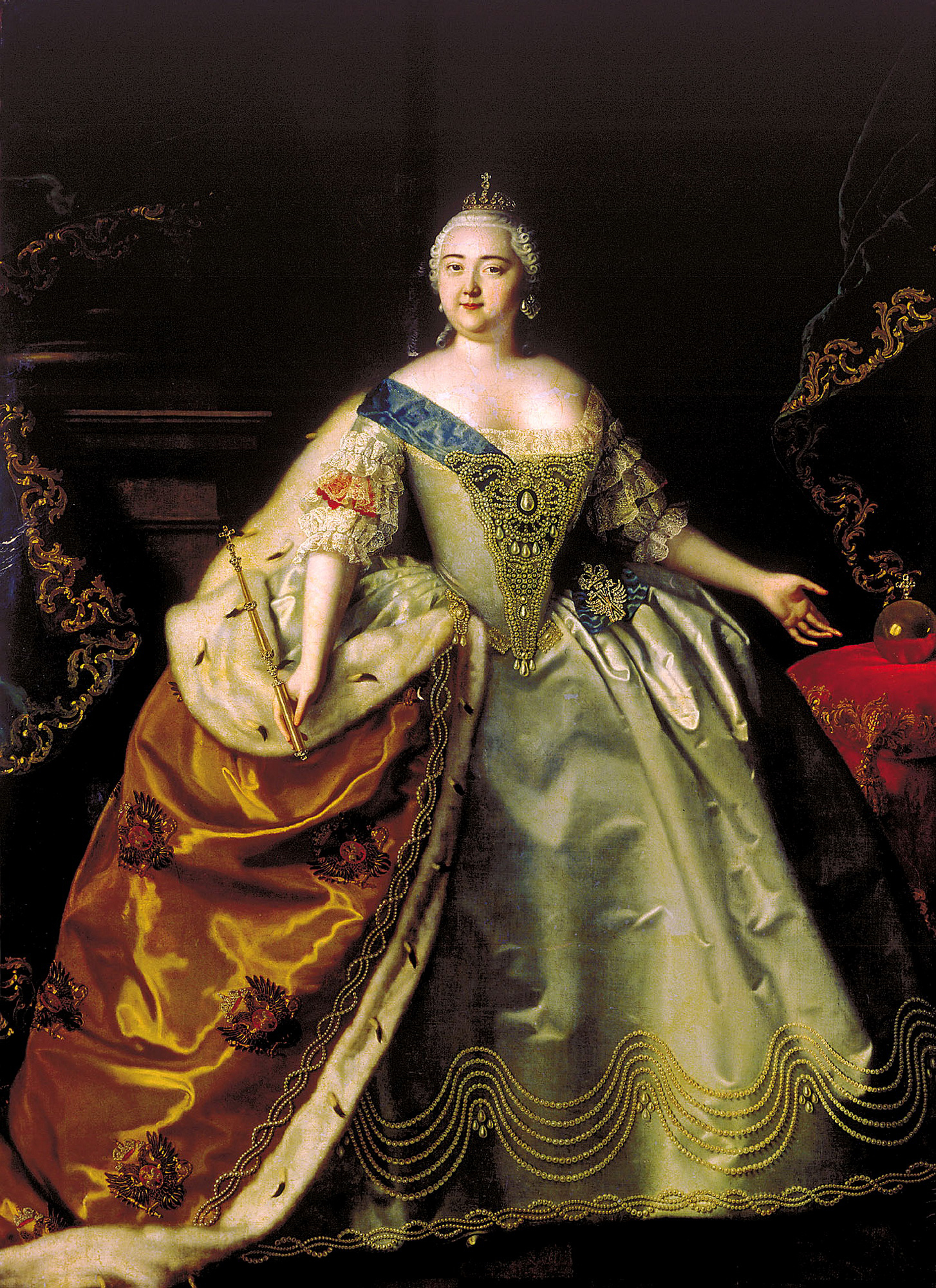
«Портрет императрицы Елизаветы Петровны»

### Портреты
Был придворным художником, автор многочисленных барочных портретов, «хотя и вялых по рисунку, но нарядных по колориту»; написал несколько портретов Петра Великого, с которых сохранились гравюры; портреты царевен, Екатерины I, Анны Петровны и Елизаветы Петровны и др.
Художник он был, как пишут современники, не выдающийся, но, по отзыву Штелина, портреты его отличались необыкновенным сходством. Наиболее приятными являются его портреты детей; особо выделяются портреты Елизаветы и Петра Петровичей, чьи маленькие детские тела написаны обнажёнными в позах античных богов по традициям XVIII века, поклонявшегося античности.
- «Портрет императора Петра I» (1717, ГРМ)
- «Портрет императора Петра I» (1720-е, Президиум АН, Москва)
- «Портрет Петра Великого» (ок.1725-1730, частное собрание, Россия)
- «Петр I» (на фоне моря с союзными кораблями; 1716 (?), Центральный военно-морской музей, Петербург) (?)
- «Портрет Екатерины I в пеньюаре», ГРМ

дети Петра:
- «Портрет цесаревен Анны и Елизаветы Петровны», 1717, ГРМ
- «Портрет царевны Елизаветы Петровны в детстве», 2-я пол. 1710-х гг., ГРМ — будущая императрица изображена обнаженной, в позе античной богини Флоры. Сохранился и второй вариант этой картины, также находящийся в Русском музее
- «Портрет царевича Петра Петровича в образе Купидона», 1716, Эрмитаж
- «Портрет цесаревны Натальи Петровны», 1722, ГРМ
- «Портрет царевны Анны Петровны», 1725, ГТГ
- «Портрет царевны Анны Петровны», музей Тропинина
- «Портрет Елизаветы Петровны в мужском костюме»
- «Портрет мальчика в охотничьем костюме» (Предположительно Петр II или Елизавета Петровна)

внуки Петра:
- «Петр Алексеевич и его сестра Наталья Алексеевна в виде Аполлона и Дианы», 1722, ГРМ

прочее:
- «Портрет императрицы Анны Иоанновны», 1730

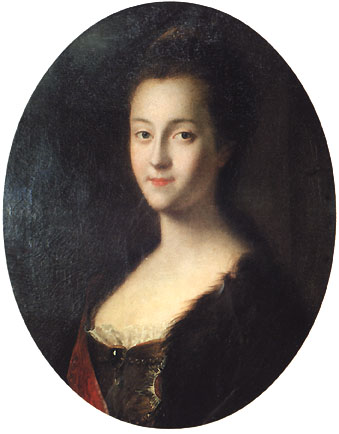
«Портрет великой княгини Екатерины Алексеевны»

- «Портрет великой княгини Екатерины Алексеевны»«Портрет великой княгини Екатерины Алексеевны», 1745

### Батальный жанр и иконопись
Работал и в батальном жанре (эпизоды Северной войны: «Полтавская баталия» (1718), «Взятие Нотебурга» (1721), и др.; ряд картин батального жанра для дворца Екатерины I в Летнем саду.
- «Полтавская баталия», 1718, Эрмитаж

Иконопись: один из первых иностранных художников, писавших иконы для православных церквей (Благовещенская церковь в селе Сарском, 1724; церковь Зимнего дворца, 1725; Исакиевская церковь, 1725; Рождества Богородицы на Невском, 1747) — уже по заказу императрицы Елизаветы.

### Декоративные работы
Декоративные работы: плафоны для царских резиденций, росписи, картоны для шпалер, рисунки для вышивок, а также для памятных медалей и монет (медаль на погребение императрицы Анны Иоанновны (1740, сер. рубль с портретом Иоанна VI Антоновича, 1740 и 1741). Украшал временные триумфальные арки, составлял проекты праздников. Из этой категории произведений Каравака сохранилось очень мало, преимущественно в рокайльной манере:
- часть росписей плафона Западной галереи Монплезира (Петергоф)
- декоративная живопись шатрового плафона Вольера-Птичника (Петергоф)

### Школа Каравака
В числе его учеников были Иван Вишняков, Алексей Антропов, Михаил Захаров. Он впервые в России организовал, по образцу иностранных академий, учебное рисование обнажённой натуры и копирование образцов старых мастеров.

## Галерея

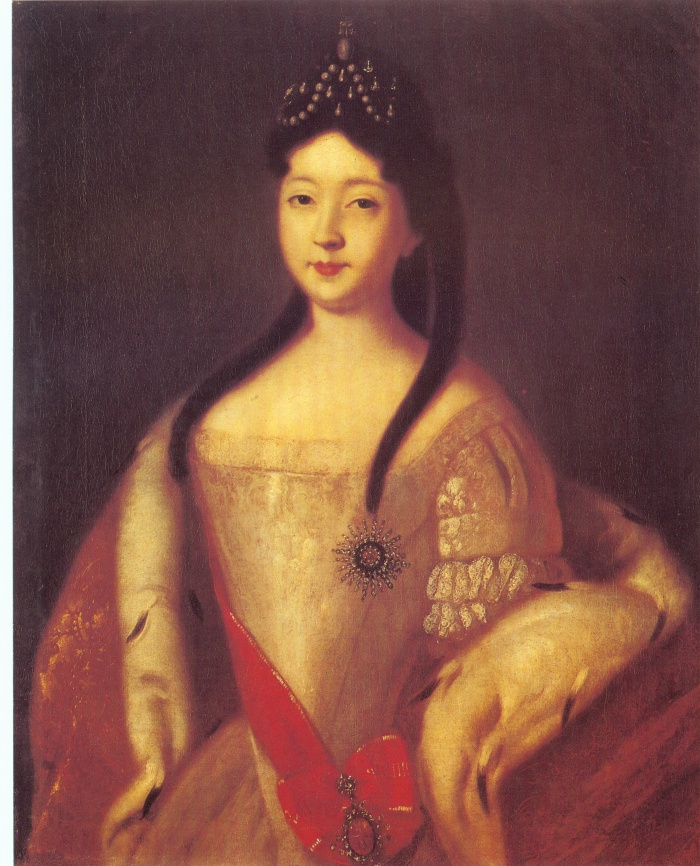
Портрет царевны Анны Петровны
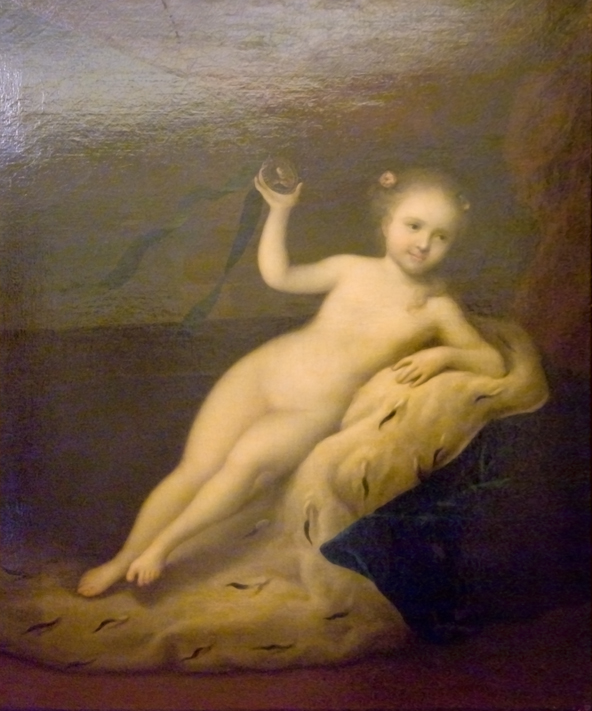
Портрет царевны Елизаветы Петровны, вторая половина 1710-х гг. (Русский музей)
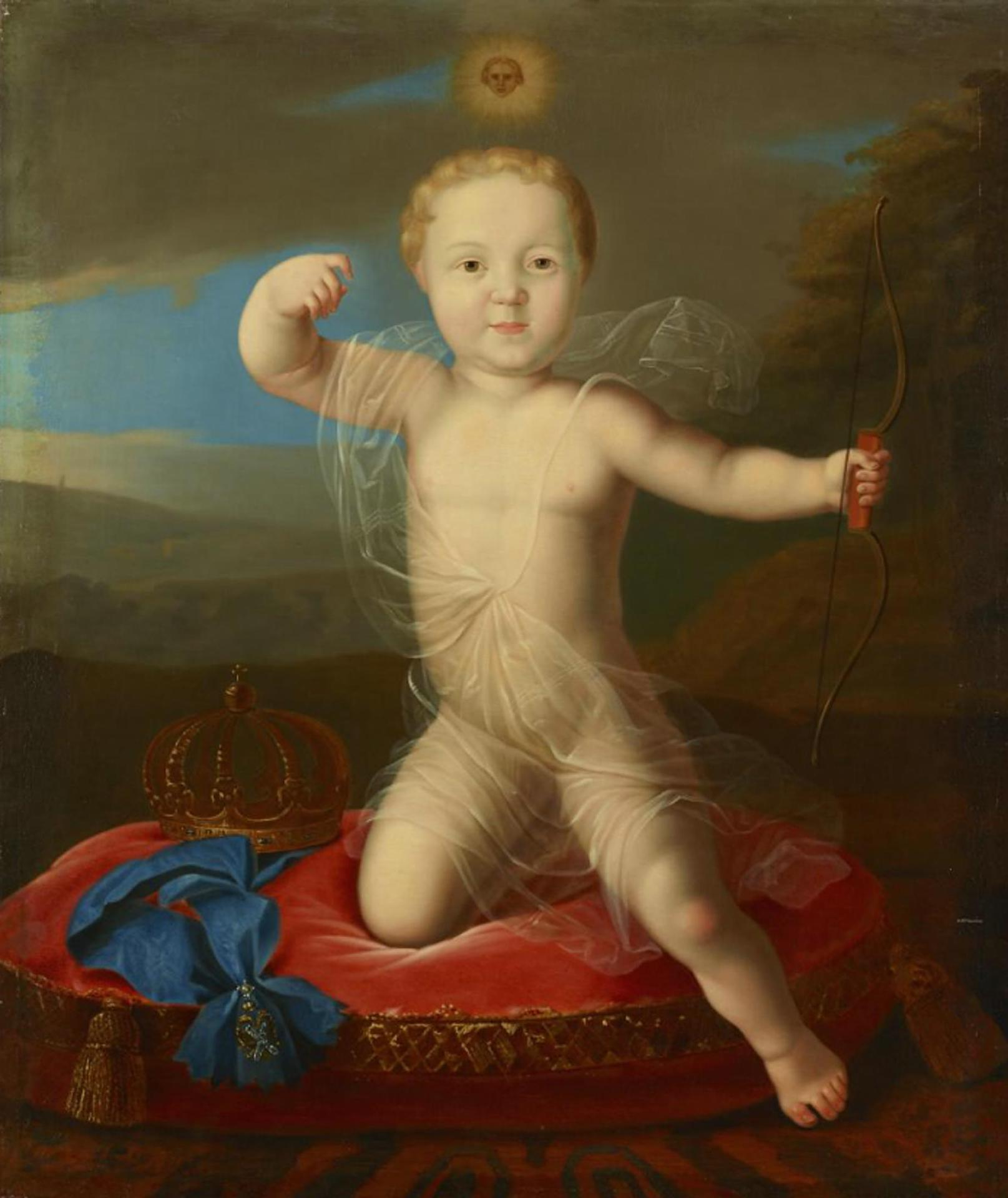
Портрет Петра Петровича в виде Купидона
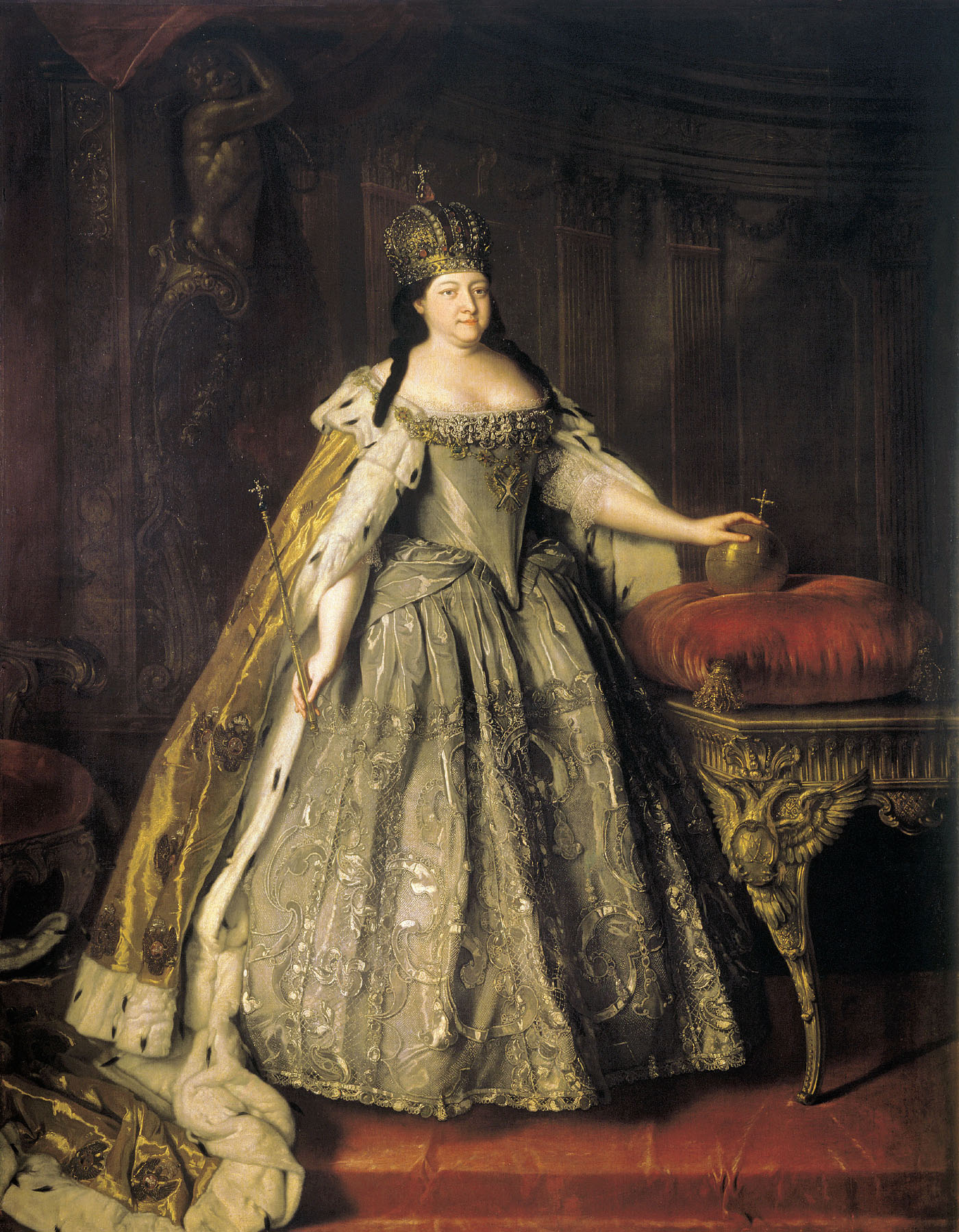
Портрет императрицы Анны Иоанновны